# 雅典娜系列運載火箭

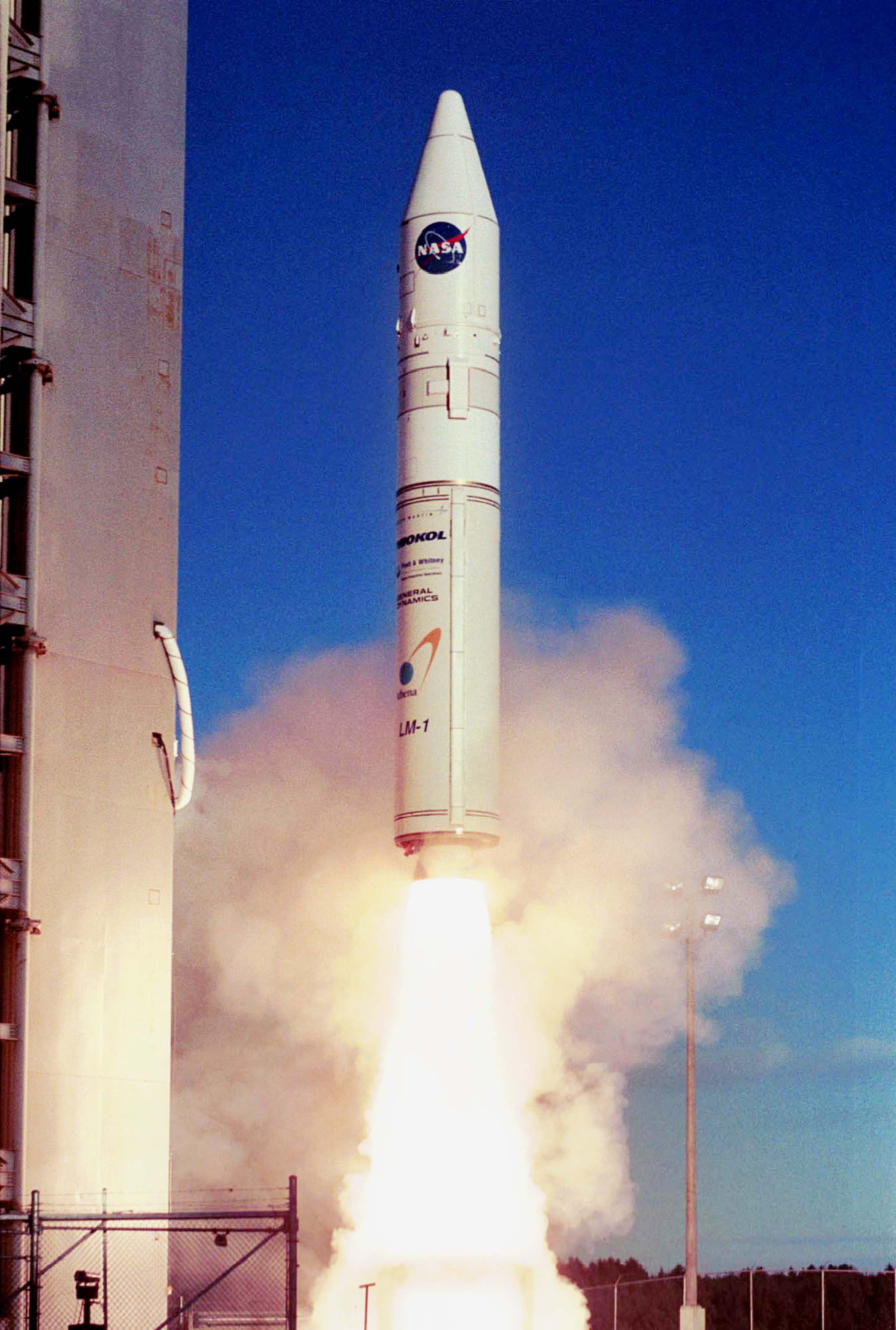
Athena 1 rocket launching from Kodiak Island in Alaska (Sept. 30, 2001)

雅典娜系列運載火箭（Athena）是美國開發的一次性使用運載系統，1995年首次發射，2001年退役。